# The Best FIFA Football Awards 2018
O The Best FIFA Football Awards 2018 (em português:  Prêmios FIFA de Melhores do Futebol 2018) foi a terceira edição do evento realizado pela Federação Internacional de Futebol (FIFA), em 24 de setembro de 2018, em Londres, na Inglaterra. Os painéis de seleção foram anunciados em 4 de julho de 2018.

## Categorias

### Melhor Jogador de Futebol Masculino

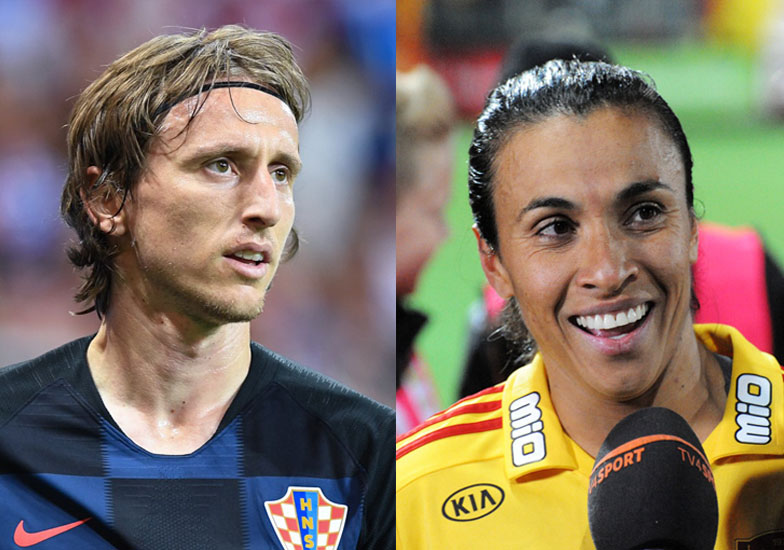
Luka Modrić e Marta vencedores dos prêmios de "Melhor Jogador" e "Melhor Jogadora", respectivamente.

A lista com os dez jogadores foram pré-selecionados, em 24 de julho de 2018. Os três finalistas foram revelados em 3 de setembro de 2018. O critério de seleção para os jogadores masculinos do ano é: respectivas conquistas no período de 3 de julho de 2017 a 15 de julho de 2018.
| Pos.              | Nome              | Clube                | País       | Votos  |
| ----------------- | ----------------- | -------------------- | ---------- | ------ |
| 1                 | Luka Modrić       | Real Madrid          | Croácia    | 29,05% |
| 2                 | Cristiano Ronaldo | Juventus Real Madrid | Portugal   | 19,08% |
| 3                 | Mohamed Salah     | Liverpool            | Egito      | 11,23% |
| Outros candidatos |                   |                      |            |        |
| 4                 | Kylian Mbappé     | Paris Saint-Germain  | França     | 10,52% |
| 5                 | Lionel Messi      | Barcelona            | Argentina  | 9,81%  |
| 6                 | Antoine Griezmann | Atlético de Madrid   | França     | 6,69%  |
| 7                 | Eden Hazard       | Chelsea              | Bélgica    | 5,65%  |
| 8                 | Kevin De Bruyne   | Manchester City      | Bélgica    | 3,54%  |
| 9                 | Raphaël Varane    | Real Madrid          | França     | 3,45%  |
| 10                | Harry Kane        | Tottenham            | Inglaterra | 0,98%  |

### Melhor Jogadora de Futebol Feminino
A lista com as dez jogadoras foram pré-selecionados. As três finalistas foram anunciadas em 3 de setembro de 2018.
| Pos.              | Nome               | Clube         | País           | Votos  |
| ----------------- | ------------------ | ------------- | -------------- | ------ |
| 1                 | Marta              | Orlando Pride | Brasil         | 14,73% |
| 2                 | Dzsenifer Marozsán | Lyon          | Alemanha       | 12,86% |
| 3                 | Ada Hegerberg      | Lyon          | Noruega        | 12,60% |
| Outras candidatas |                    |               |                |        |
| 4                 | Megan Rapinoe      | Seattle Reign | Estados Unidos | 11,64% |
| 5                 | Pernille Harder    | Wolfsburg     | Dinamarca      | 10,08% |
| 6                 | Lucy Bronze        | Lyon          | Inglaterra     | 8,65%  |
| 7                 | Amandine Henry     | Lyon          | França         | 8,11%  |
| 8                 | Wendie Renard      | Lyon          | França         | 7,89%  |
| 9                 | Sam Kerr           | Sky Blue FC   | Austrália      | 6,78%  |
| 10                | Saki Kumagai       | Lyon          | Japão          | 6,66%  |

### Melhor Treinador de Futebol Masculino
A lista com os onze treinadores foram pré-selecionados. Os três finalistas foram revelados em 3 de setembro de 2018.
| Pos.              | Nome                 | Clube/Seleção      | Votos  |
| ----------------- | -------------------- | ------------------ | ------ |
| 1                 | Didier Deschamps     | França             | 30,52% |
| 2                 | Zinédine Zidane      | Real Madrid        | 25,74% |
| 3                 | Croácia Zlatko Dalić | Croácia            | 11,81% |
| Outros candidatos |                      |                    |        |
| 4                 | Pep Guardiola        | Manchester City    | 11,46% |
| 5                 | Jürgen Klopp         | Liverpool          | 7,18%  |
| 6                 | Diego Simeone        | Atlético de Madrid | 3,23%  |
| 7                 | Roberto Martínez     | Bélgica            | 2,61%  |
| 8                 | Ernesto Valverde     | Barcelona          | 2,39%  |
| 9                 | Stanislav Cherchesov | Rússia             | 2,14%  |
| 10                | Gareth Southgate     | Inglaterra         | 1,57%  |
| 11                | Massimiliano Allegri | Juventus           | 1,35%  |

### Melhor Treinador(a) de Futebol Feminino
A lista com as dez treinadores foram pré-selecionados. Os três finalistas foram anunciados em 3 de setembro de 2018.
| Pos.              | Nome                     | Clube/Seleção   | Votos  |
| ----------------- | ------------------------ | --------------- | ------ |
| 1                 | Reynald Pedros           | Lyon            | 23,15% |
| 2                 | Sarina Wiegman           | Países Baixos   | 15,31% |
| 3                 | Asako Takakura           | Japão           | 12,80% |
| Outros candidatos |                          |                 |        |
| 4                 | Emma Hayes               | Chelsea         | 10,73% |
| 5                 | Stephan Lerch            | Wolfsburg       | 9,21%  |
| 6                 | Martina Voss-Tecklenburg | Suíça           | 7,42%  |
| 7                 | Vadão                    | Brasil          | 6,66%  |
| 8                 | Jorge Vilda              | Espanha         | 5,93%  |
| 9                 | Mark Parsons             | Portland Thorns | 5,04%  |
| 10                | Alen Stajcic             | Austrália       | 3,75%  |

### Melhor Goleiro de Futebol
Os três finalistas foram anunciados em 3 de setembro de 2018.
| Pos.          | Nome              | Clube/Seleção       | País          | Votos         |
| Os finalistas | Os finalistas     | Os finalistas       | Os finalistas | Os finalistas |
| ------------- | ----------------- | ------------------- | ------------- | ------------- |
| 1             | Thibaut Courtois  | Chelsea Real Madrid | Bélgica       |               |
|               | Hugo Lloris       | Tottenham           | França        |               |
|               | Kasper Schmeichel | Leicester           | Dinamarca     |               |

### Prêmio FIFA Ferenc Puskás
A lista restrita foi anunciada em 3 de setembro de 2018.
| Pos. | Jogador                    | Partida                         | Competição                           | Data                   | Votos |
| ---- | -------------------------- | ------------------------------- | ------------------------------------ | ---------------------- | ----- |
| 1    | Mohamed Salah              | Liverpool – Everton             | Premier League de 2017–18            | 10 de dezembro de 2017 | 38%   |
|      | Cristiano Ronaldo          | Juventus – Real Madrid          | Liga dos Campeões da UEFA de 2017–18 | 3 de abril de 2018     |       |
|      | Gareth Bale                | Real Madrid – Liverpool         | Liga dos Campeões da UEFA de 2017–18 | 26 de maio de 2018     |       |
|      | Denis Cheryshev            | Rússia – Croácia                | Copa do Mundo FIFA de 2018           | 7 de Julho de 2018     |       |
|      | Lazaros Christodoulopoulos | AEK Athens – Olympiacos         | Superleague Grega de 2017–18         | 24 de Setembro de 2017 |       |
|      | Giorgian De Arrascaeta     | Cruzeiro – América Mineiro      | Campeonato Mineiro de 2018           | 4 de fevereiro de 2018 |       |
|      | Riley McGree               | Newcastle Jets – Melbourne City | A-League de 2017–18                  | 27 de abril de 2018    |       |
|      | Lionel Messi               | Nigeria – Argentina             | Copa do Mundo FIFA de 2018           | 26 de junho de 2018    |       |
|      | Benjamin Pavard            | França – Argentina              | Copa do Mundo FIFA de 2018           | 30 de junho de 2018    |       |
|      | Ricardo Quaresma           | Irã – Portugal                  | Copa do Mundo FIFA de 2018           | 25 de junho de 2018    |       |

### Prêmio FIFA Fair Play
| Vencedor    | Motivo                                                                                |
| ----------- | ------------------------------------------------------------------------------------- |
| Lennart Thy | Perdeu uma partida da Eredivisie para doar células-tronco a um paciente com leucemia. |

### Prêmio FIFA Melhor Torcida
O prêmio celebra o melhor momento de fãs de setembro de 2017 a julho de 2018, independente de campeonato, gênero ou nacionalidade.
Os três candidatos foram anunciados em 3 de setembro de 2018.
| Pos. | Torcida                       | Partida                                | Competição                 | Data                  | Votos |
| ---- | ----------------------------- | -------------------------------------- | -------------------------- | --------------------- | ----- |
| 1    | Torcedores do Peru            | Várias                                 | Copa do Mundo FIFA de 2018 | Junho de 2018         |       |
|      | Sebastián Carrera             | Coquimbo Unido – Deportes Puerto Montt | Primera B de Chile de 2017 | 22 de Outubro de 2017 |       |
|      | Torcedores do Japão e Senegal | Várias                                 | Copa do Mundo FIFA de 2018 | Junho de 2018         |       |

### FIFPro World XI da FIFA
A lista dos 55 homens foi anunciada em 10 de setembro de 2018.
Os jogadores escolhidos foram David de Gea como guarda-redes, Dani Alves, Raphaël Varane, Sergio Ramos e Marcelo como defesa, Luka Modrić, N'Golo Kanté e Eden Hazard como médios, e Kylian Mbappé, Lionel Messi e Cristiano Ronaldo como avançados.
| Pos. | Jogador           | Clube                    |
| ---- | ----------------- | ------------------------ |
| G    | David de Gea      | Manchester United        |
| LD   | Daniel Alves      | Paris Saint-Germain      |
| Z    | Raphaël Varane    | Real Madrid              |
| Z    | Sergio Ramos      | Real Madrid              |
| LE   | Marcelo           | Real Madrid              |
| M    | Luka Modrić       | Real Madrid              |
| M    | N'Golo Kanté      | Chelsea                  |
| M    | Eden Hazard       | Chelsea                  |
| A    | Kylian Mbappé     | Paris Saint-Germain      |
| A    | Lionel Messi      | Barcelona                |
| A    | Cristiano Ronaldo | - Real Madrid - Juventus |

Nomeados
| Nome                  | Equipe(s)                          |
| Goleiros              | Goleiros                           |
| --------------------- | ---------------------------------- |
| Gianluigi Buffon      | - Juventus - Paris Saint-Germain   |
| Thibaut Courtois      | - Chelsea - Real Madrid            |
| David de Gea          | Manchester United                  |
| Keylor Navas          | Real Madrid                        |
| Marc-André ter Stegen | Barcelona                          |
| Defensores            |                                    |
| Jordi Alba            | Barcelona                          |
| Dani Alves            | Paris Saint-Germain                |
| Dani Carvajal         | Real Madrid                        |
| Giorgio Chiellini     | Juventus                           |
| Diego Godín           | Atlético Madrid                    |
| Mats Hummels          | Bayern Munich                      |
| Joshua Kimmich        | FC Bayern München                  |
| Dejan Lovren          | Liverpool                          |
| Marcelo               | Real Madrid                        |
| Yerry Mina            | - Barcelona - Everton              |
| Benjamin Pavard       | VfB Stuttgart                      |
| Gerard Piqué          | Barcelona                          |
| Sergio Ramos          | Real Madrid                        |
| Thiago Silva          | Paris Saint-Germain                |
| Kieran Trippier       | Tottenham Hotspur                  |
| Samuel Umtiti         | Barcelona                          |
| Virgil van Dijk       | - Southampton - Liverpool          |
| Raphaël Varane        | Real Madrid                        |
| Šime Vrsaljko         | - Atlético Madrid - Internazionale |
| Kyle Walker           | Manchester City                    |
| Meio-campistas        |                                    |
| Sergio Busquets       | Barcelona                          |
| Casemiro              | Real Madrid                        |
| Philippe Coutinho     | - Liverpool - Barcelona            |
| Kevin De Bruyne       | Manchester City                    |
| Eden Hazard           | Chelsea                            |
| Andrés Iniesta        | - Barcelona - Vissel Kobe          |
| Isco                  | Real Madrid                        |
| N'Golo Kanté          | Chelsea                            |
| Toni Kroos            | Real Madrid                        |
| Nemanja Matić         | Manchester United                  |
| Luka Modrić           | Real Madrid                        |
| Paul Pogba            | Manchester United                  |
| Ivan Rakitić          | Barcelona                          |
| David Silva           | Manchester City                    |
| Arturo Vidal          | - FC Bayern München - Barcelona    |
| Atacantes             |                                    |
| Karim Benzema         | Real Madrid                        |
| Edinson Cavani        | Paris Saint-Germain                |
| Paulo Dybala          | Juventus                           |
| Antoine Griezmann     | Atlético Madrid                    |
| Harry Kane            | Tottenham Hotspur                  |
| Robert Lewandowski    | FC Bayern München                  |
| Romelu Lukaku         | Manchester United                  |
| Mario Mandžukić       | Juventus                           |
| Sadio Mané            | Liverpool                          |
| Kylian Mbappé         | Paris Saint-Germain                |
| Lionel Messi          | Barcelona                          |
| Neymar                | Paris Saint-Germain                |
| Cristiano Ronaldo     | - Real Madrid - Juventus           |
| Mohamed Salah         | Liverpool                          |
| Luis Suárez           | Barcelona                          |